# Famoudou Konaté

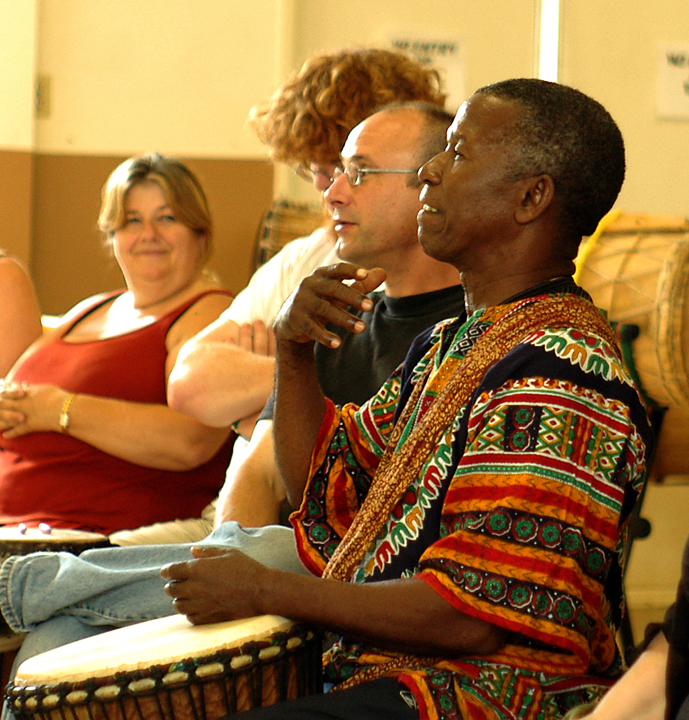
Famoudou Konaté geeft een demonstratie tijdens een workshop in Canada

Famoudou Konaté is een Guineese musicus, geboren in 1940 in de buurt van het dorp Sangbarala, in de regio Kouroussa, in Haute-Guinée. 

## Discografie
- Hamana namun
- Hamana Mandenkönö (2004)
- Guinée : Percussions et Chants Malinké – Volume 2 (2003)
- Hamana Föli Kan (2003)
- Guinée : Percussions et Chants Malinké (1998)
- Rhythmen und Lieder aus Guinea (1997)
- Rhythmen der Malinke (1991)

- Bibliothèque nationale de France: cb14046654k (data)
- Gemeinsame Normdatei: 120923742
- International Standard Name Identifier: 0000 0000 1176 9406
- Library of Congress Control Number: no2003121049
- MusicBrainz: 2436c15c-5573-4f0d-ba78-b97bce93cd16
- Nationale Bibliotheek van Tsjechië: osa2010598725
- Nederlandse Thesaurus van Auteursnamen: 314268731
- Système universitaire de documentation: 078061229
- Virtual International Authority File: 37118311
- WorldCat: E39PBJfrGmdmTPdQVYC8GGqWjC